# Sycon eglintonensis
Sycon eglintonensis är en svampdjursart som beskrevs av Lawrence Morris Lambe 1900. Sycon eglintonensis ingår i släktet Sycon och familjen Sycettidae. Inga underarter finns listade i Catalogue of Life.